# Azerti Motorsport
Azerti Motorsport es una escudería de automovilismo belga fundada por el expiloto Wim Coekelbergs.

## Historia
El también conocido como Racing for Belgium empezó compitiendo en la Renault Clio Cup Belga en 2003, pero se graduó a la Eurocup Mégane Trophy en 2005. Ganaron la edición 2006 de la Supercopa SEAT León en España con Òscar Nogués. En 2007, la escudería entró con un Alfa Romeo 156 en el WTCC con Miguel Freitas.
Ya como el nombre Azerti Motorsport, la escudería entró en la Superleague Formula en 2008, donde ha operado muchos clubes desde entonces PSV Eindhoven, Al Ain, A.C. Milan, etc. Ganando muchas carreras. En 2010 la escudería corrió con 2 clubes, el de Robert Doornbos y el de Davide Rigon. Rigon ganó el campeonato para la escudería con el club RSC Anderlecht.
Azerti actualmente está trabajando en proyectos para fabricar coches deportivos.